# Спинуччи, Доменико
Доменико Спинуччи (итал. Domenico Spinucci; 2 марта 1739, Витербо, Папская область — 21 декабря 1823, Беневенто, Папская область) — итальянский куриальный кардинал. Титулярный епископ Тарги с 3 апреля 1775 по 12 мая 1777. Епископ Мачераты и Толентино с 12 мая 1777 по 27 июня 1796. Администратор Реканати и Лорето с 30 июня 1787 по 27 июня 1796. Архиепископ Беневенто с 27 июня 1796 по 21 декабря 1823. Кардинал-священник с 8 марта 1816, с титулом церкви Сан-Каллисто с 29 апреля 1816 по 21 декабря 1823.